# Jon Sklaroff
Jon Sklaroff (...) è un attore statunitense.

## Biografia
È particolarmente attivo nella partecipazione a serie televisive, dove appare spesso come caratterista nel ruolo del cattivo.

## Filmografia

### Cinema
- Sudden Manhattan, regia di Adrienne Shelly (1996)
- Touch me, regia di H. Gordon Boos (1997)
- Three Kings, regia di David O. Russell (1999)
- Pallottole d'amore (Life Without Dick), regia di Bix Skahill (2001)
- Lei, la creatura (She Creature), regia di Sebastian Gutierrez (2001)
- Crocodile 2: Death Swamp, regia di Gary Jones (2002)
- Masked and Anonymous, regia di Larry Charles (2003)
- Talkers Are No Good Doers, regia di Julian Hoeber (2005)
- Captain America: The Winter Soldier regia di Anthony e Joe Russo (2014)
- Gifted - Il dono del talento, regia di Marc Webb (2017)

### Televisione
- Swift - Il giustiziere (Swift Justice) - serie TV, episodio 1x06 (1996)
- Chicago Hope - serie TV, episodio 4x02 (1997)
- NYPD - New York Police Department - serie TV, episodi 5x02, 10x08 (1997, 2002)
- Più forte ragazzi (Martial Law) - serie TV, episodio 1x02 (1998)
- E.R. - Medici in prima linea (ER) - serie TV, episodi 5x06, 15x03 (1998, 2008)
- Giudice Amy (Judging Amy) - serie TV, episodio 1x09 (1999)
- Ancora una volta (Once and Again) - serie TV, episodio 2x09 (1999)
- Law & Order - I due volti della giusitizia (Law & Order) - serie TV, episodio 12x06 (2001)
- The Guardian - serie TV, episodi 1x07, 1x12, 2x20 (2001-2003)
- The Agency - serie TV, episodi 1x08, 1x18 (2002)
- CSI - Scena del crimine (CSI: Crime Scene Investigation) - serie TV, episodio 3x05 (2002)
- CSI: Miami - serie TV, episodio 2x12 (2003)
- Boston Legal - serie TV, episodio 2x07 (2005)
- NCIS - Unità anticrimine (NCIS) - serie TV, episodio 2x18 (2005)
- The Comeback - serie TV, episodi 1x06, 1x13 (2005)
- Medium - serie TV, episodio 1x03 (2005)
- Nip/Tuck - serie TV, episodio 3x09 (2005)
- Bones - serie TV, episodio 2x13 (2006)
- In Justice - serie TV, episodio 1x06 (2006)
- Enemies - serie TV, episodio 1x01 (2006)
- Women's Murder Club - serie TV, episodio 1x02 (2007)
- Shark - Giustizia a tutti i costi (Shark) - serie TV, episodio 1x09 (2007)
- Journeyman - serie TV, episodio 1x13 (2007)
- Life - serie TV, episodio 1x01, 2x06, 2x12 (2007)
- Detective Monk - serie TV, episodio 7x04 (2008)
- The Beast - serie TV, episodio 1x10 (2009)
- The Cleaner - serie TV, episodio 2x08 (2009)
- The Mentalist - serie TV, episodio 2x14 (2009)
- 24 - serie TV, episodi 8x04-8x05 (2010)
- Lie to Me - serie TV, episodio 2x21 (2010)
- La strana coppia (The Good Guys) - serie TV, episodio 1x03 (2010)
- No Ordinary Family -  serie TV, episodio 1x07 (2010)
- NCIS: Los Angeles - serie TV, episodio 2x01 (2010)
- Chuck - serie TV, episodio 4x18 (2011)
- The Closer - serie TV, episodio 7x08 (2011)
- Vegas - serie TV, episodio 1x13 (2013)
- Graceland - serie TV, 5 episodi (2014)
- Gotham - serie TV, episodio 2x09 (2015)
- Chicago P.D. - serie TV, episodio 3x04 (2015)
- Lucifer - serie TV, episodio 2x17 (2017)

- SEAL Team - serie TV, episodio 1x09 (2017)
- Truth Be Told - serie TV, episodio 1x06 (2019)
- The Goldbergs - serie TV, episodio 7x16 (2020)
- Sneakerheads - serie TV, episodio 1x05 (2020)
- The Rookie - serie TV, episodio 4x07 (2021)

## Doppiatori italiani
Nelle versioni in italiano delle opere in cui ha recitato, Jon Sklaroff è stato doppiato da:
- Donato Sbodio in Nip/Tuck
- Pasquale Anselmo in The Mentalist
- Giuliano Bonetto in Detective Monk
- Emiliano Coltorti in NCIS - Unità Anticrimine
- Antonio Palumbo in NCIS: Los Angeles
- Roberto Pedicini in Life
- Luciano Roffi in Lie to Me
- Alberto Bognanni in The Closer
- Massimo Giuliani in Gifted - Il dono del talento
- Claudio Moneta in Sneakerheads
- Gianni Gaude in The Rookie
- Gianluca Machelli in Law & Order - Unità vittime speciali